# Merara
Koordinati:   43°28′51″N, 16°02′03″E
Merara je majhen nenaseljen otoček v Jadranskem morju. Pripada Hrvaški.
Merara leži pred vhodom v zaliva Stari Trogir in Miline okoli 0,5 km severno od otočka Arkanđel. Površina Merare meri 0,022 km². Dolžina obalnega pasu je 0,58 km. Najvišja točka na otočku je visoka 19 mnm.